# Башкуев, Геннадий Тарасович
Генна́дий Тара́сович Башку́ев — российский бурятский писатель, драматург, публицист, заслуженный деятель искусств Бурятии.

## Биография
Родился 3 августа 1954 года в Улан-Удэ. Окончив среднюю школу, поступил на отделение журналистики филологического факультета Иркутского государственного университета.
Получив диплом журналиста, вернулся на родину, где работал в газетах Бурятии. С 2001 года трудится в качестве свободного журналиста. Статьи, очерки Башкуева печатали в журналах «Байкал», «Сибирские огни», «Современная драматургия».
Начал заниматься драматургией. В 1985 году его первая пьеса «Климат резко континентальный» была поставлена Бурятским государственным академическим театром драмы имени Хоца Намсараева.

### Творчество
На сцене Бурятского театра драмы в течение 25 лет поставлены практически все драмы и комедии Геннадия Башкуева: «Любовь на взлётной полосе» (1993), «Звёздный час» (1994), «Чио-Чио-Саня» (1995), «Воздушный поцелуй» (2000), «Собака моей любовницы» (2002), «С.С.С.Р., или Союз Солдатских Сердечных Ран» (2005), «Новая жена» (2007) и др.
Драматург сотрудничает с театрами и за пределами Бурятии, его пьесы поставлены на сценах театров в Санкт-Петербурге, Кирове, Таганроге, Сыктывкаре, Элисте, Уфе, Якутске, Красноярске, Армавире, Чебоксарах, Братске. Также его пьесы играли в театрах в Монголии, Казахстане, на Украине.
Его произведения переведены на башкирский, коми-пермяцкий, чувашский, монгольский, украинский языки. Написал пьесы для детей, поставленных на сценах Бурятского театра драмы и Бурятского театра кукол «Ульгэр». На страницах детского журнала «Хараасгай» печатались стихи Геннадия Башкуева.
Помимо публицистики и драматургии Геннадий Башкуев продолжает работать в жанре прозы. Написал повести «Пропавший» (1988), «Прощай, мой Боливар!» («Маленькая война») (1991), книгу художественных очерков «Дневник свидетеля» (2002), повесть в новеллах «Записки пожилого мальчика» (2007).
Опубликовал книгу-исследование «Буряты: традиции и культура» (2003). В 2007 году в республиканском издательстве вышли в свет его книга публицистики, прозы и драматургии «На переломе» и «Пьесы разных лет».

## Награды и звания
- Заслуженный деятель искусств Бурятии
- Лауреат Государственной премии Бурятии[1]
- Лауреат республиканских литературной премии — имени Исая Калашникова
- Лауреат республиканских литературной премии имени Цырена Шагжина.